# Дело Хейворда
Дело Хейворда (англ. Hayward Affair) — конфликт вокруг магистерской диссертации Джоэля Хейворда, защищённой в 1993 году в Кентерберийском университете (Крайстчерч, Новая Зеландия) и посвящённой историографии отрицания Холокоста.
Выводы диссертации поддерживали утверждения отрицателей Холокоста, однако работа получила высокую оценку экзаменаторов. В дальнейшем Хейворд получил учёную степень доктора философии. После того, как в конце 1999 года проблема с диссертацией получила огласку, разразился скандал. Созданная университетом рабочая группа по переоценке диссертации дезавуировала выводы Хейворда, однако сочла их результатом ошибок, а не сознательной манипуляции. Степень, присвоенная Хейворду, не была аннулирована.
Сам Хейворд заявил, что не поддерживает отрицание Холокоста, не является ревизионистом и сожалеет об ошибках, которые допустил, будучи молодым и неопытным. В дальнейшем он уехал из Новой Зеландии, принял ислам и занялся исламскими исследованиями и военной историей.

## Джоэль Хейворд и его диссертация

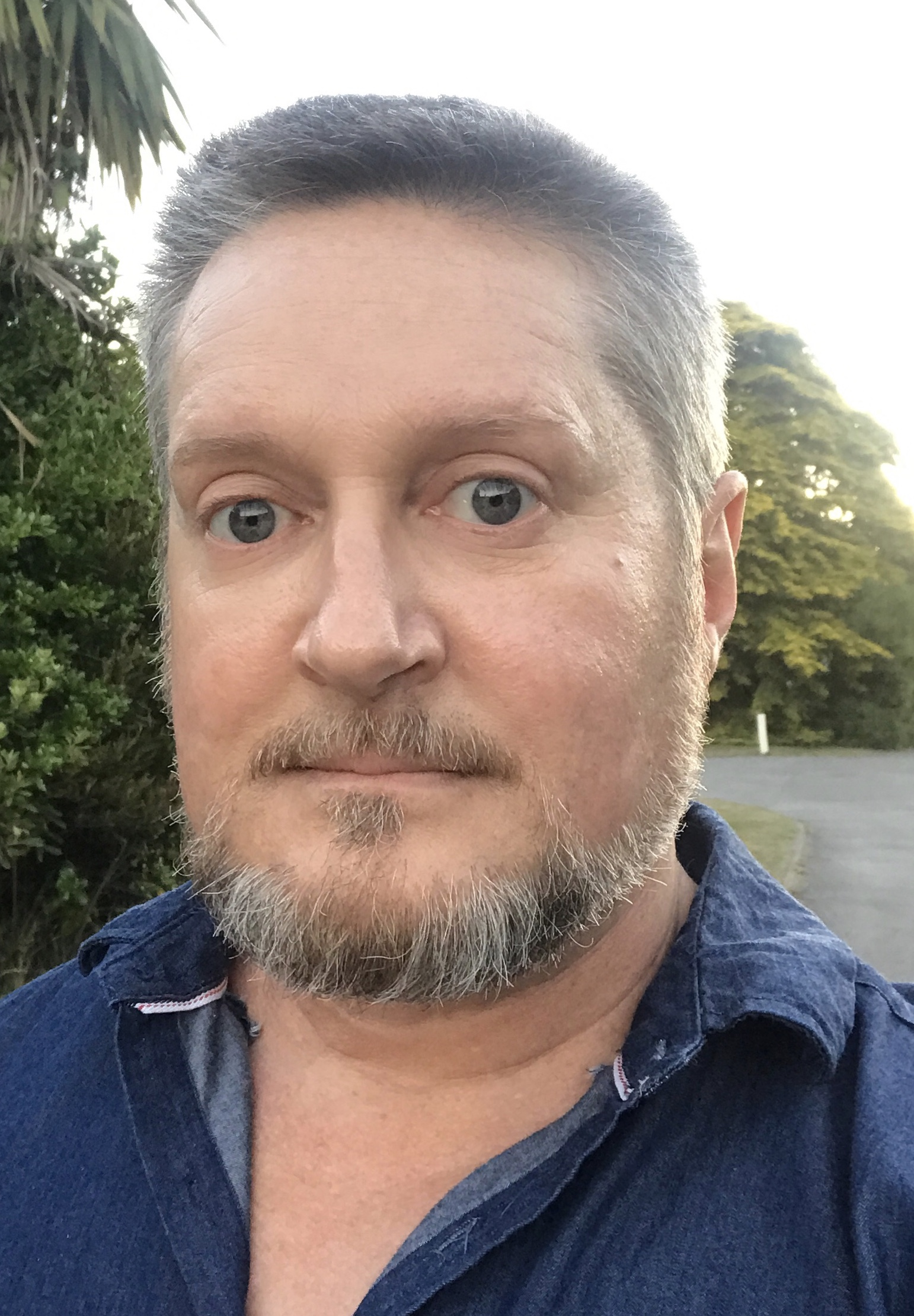
Джоэль Хейворд в 2018 году

Джоэль Хейворд родился в 1964 году в Новой Зеландии. 3 мая 1996 года он окончил обучение на историческом факультете университета Кентербери, получив степень доктора философии по военной истории.
Хейворд утверждал, что имеет еврейское происхождение и положительно относится к Израилю. До написания магистерской диссертации был членом сионистской организации The New Zealand Friends of Israel и состоял в группе по борьбе с антисемитизмом (англ. Opposition to Antisemitism Incorporated, OAI). Хейворд опубликовал несколько статей в New Zealand Jewish Chronicle — крупнейшей общенациональной еврейской газете Новой Зеландии — об отрицателях Холокоста Дэвиде Ирвинге и Фреде Лейхтере. Эти статьи были острокритическими и почти противоположными тому, что он написал впоследствии в своей диссертации. Аналогичная статья «Ревизионизм Холокоста в Новой Зеландии: „Антисемитизм мыслящего человека?“» (англ. Holocaust Revisionism in New Zealand: The ‘Thinking Man’s Anti-Semitism?’) была опубликована Хейвордом в австралийском журнале Without prejudice в декабре 1991 года.
С 1991 года он подготовил и в 1993 году защитил в университете магистерскую диссертацию на тему «Судьба евреев в руках немцев: историческое расследование развития и значения ревизионизма Холокоста» (англ. The Fate of the Jews in German Hands: An Historical Enquiry into the Development and Significance of Holocaust Revisionism). Содержанием диссертации была историография отрицания Холокоста. Она содержит пять глав, охватывающих различные группы и людей, участвовавших в отрицании Холокоста. Также есть семь приложений, список сокращений, глоссарий, благодарности, введение, заключение и библиография. Объём диссертации — около 150 тысяч слов, что значительно больше обычного размера такой работы.
В выводах диссертации содержались крайне спорные утверждения. В частности, Хейворд написал, что в нацистских концлагерях погибло значительно меньше 6 млн евреев, возможно даже менее 1 млн, а Гитлер не несёт персональной ответственности за их страдания. Утверждение об использовании газовых камер для убийства евреев во время Второй мировой войны Хейворд назвал пропагандой. Итоговым выводом диссертации стало утверждение о том, что «вес доказательств подтверждает точку зрения, что нацисты не уничтожали евреев систематически в газовых камерах или не имели политики уничтожения как таковой».
Несмотря на указанные проблемы, Хейворд получил оценку A+ (высший балл) от своего научного руководителя доцента Винсента Оранжа и Джона Дженсена (англ. John Jensen), внешнего экзаменатора из Университета Уаикато. По требованию Хейворда доступ к диссертации в библиотеке университета был ограничен до января 1999 года. Докторская диссертация Хейворда не имела никакой связи с магистерской и была посвящена боевым действиям люфтваффе в 1942—1943 годах.

## Конфликт
С 1996 года Хейворд работал старшим преподавателем кафедры обороны и стратегических исследований в университете Мэсси. После того как магистерская диссертация по отрицанию Холокоста стала доступна, она к концу 1999 года привлекла внимание общественности и вызвала шквал публичного возмущения. Хейворд утверждал, что получил множество электронных писем с оскорблениями, пожеланиями смерти и даже с угрозами.

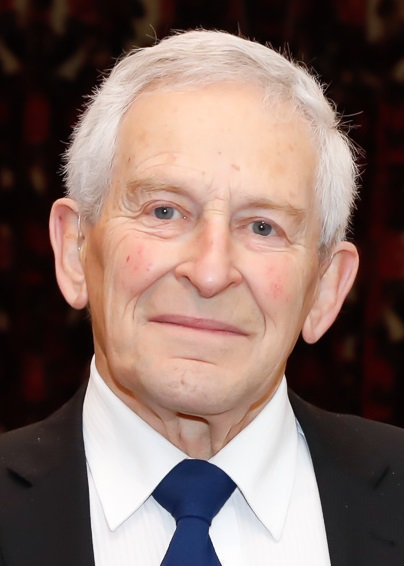
Дэвид Зварц

В апреле 2000 года началась публичная дискуссия. Масштаб скандала был беспрецедентным для страны. Президент Еврейского совета Новой Зеландии Дэвид Зварц писал, что университет Кентербери должен был решить проблему с этой диссертацией до её защиты, и что она не должна была быть принята и опубликована. Он утверждал, что университет и научный руководитель Хейворда несут ответственность за эту ситуацию. Еврейский совет призвал университет отозвать диссертацию и аннулировать степень Хейворда. Как выяснилось, группа OAI связывалась с историческим факультетом ещё в период, когда Хейворд только готовил диссертацию, с предупреждением о возможных проблемах.

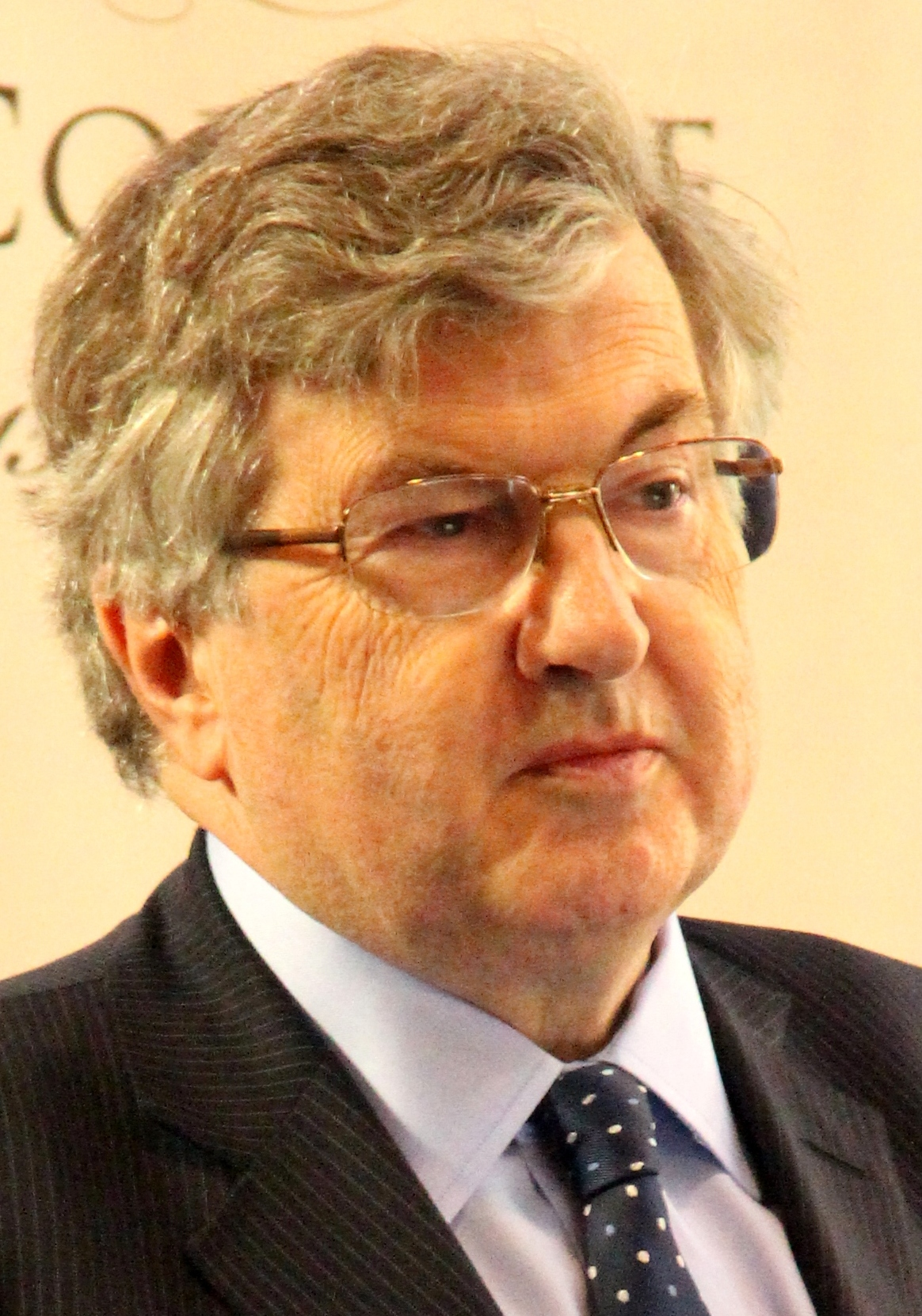
Ричард Эванс

По запросу Еврейского совета отзыв на диссертацию прислал известный британский историк, также выступавший в тот же период в качестве эксперта в судебном процессе «Ирвинг против Липштадт», профессор современной истории Кембриджского университета, специалист по истории нацистской Германии Ричард Эванс. Этот отзыв был резко отрицательным. Эванс написал, что литература отрицателей Холокоста известна специалистам как антисемитская, расистская и часто неофашистская пропаганда, маскирующаяся под науку. Вопреки этому Хейворд представлял отрицателей Холокоста как объективных учёных, ищущих истину, и пришёл к выводу, что во многих случаях утверждения отрицателей были оправданы. При этом он последовательно принижал многочисленные добросовестные исследования Холокоста разных учёных во многих странах. Эванс расценил диссертацию как систематически тенденциозную и нечестную в оценке литературы.
Ревизионисты, напротив, высоко оценили диссертацию и пытались использовать её. Политолог Дов Бинг из Университета Уаикато отметил, что, хотя диссертация Хейворда была недоступна публике, его выводами пытался в 1997 году воспользоваться самый известный австралийский отрицатель Фредерик Тобен на судебном процессе против него. В 2000 году британский ревизионист Дэвид Ирвинг даже пригласил Хейворда выступить на судебном процессе против американского историка Деборы Липштадт. Однако Хейворд отказался поддержать Ирвинга. В 2003 году в поддержку Хейворда выступил новозеландский неонацист Керри Болтон.

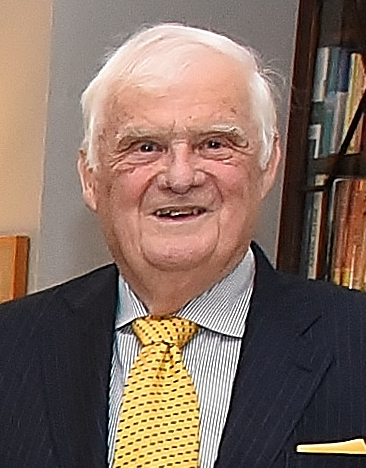
Иэн Баркер

27 апреля 2000 года Университет Кентербери создал рабочую группу по оценке диссертации Хейворда в составе трёх экспертов: бывшего канцлера Оклендского университета, бывшего судьи Высокого суда Иэна Баркера и историков Энн Троттер и Стюарта Макинтайра. Итоговые выводы рабочей группы были опубликованы 20 декабря 2000 года в масштабном 89-страничном отчёте. Отчёт, кроме анализа диссертации, содержал также обширные приложения, охватывающие период с момента поступления Хейворда в магистерскую программу и до времени подготовки отчёта. Он гласил, что диссертация «имеет серьёзные недостатки в обработке доказательств и качестве аргументации», и что она не заслуживала такой высокой оценки. Заключение диссертации в отчёте было названо «извращённым и неоправданным». Однако рабочая группа признала выводы диссертации результатом ошибок, а не сознательных искажений и манипуляций со стороны Хейворда и отказалась от аннулирования степени. В отчёте были отмечены неоправданный срок блокирования публичного доступа к диссертации и тот факт, что в этот период Хейворд предоставил текст по крайней мере трём лицам, двое из которых не являлись академическими историками Холокоста. Рабочая группа также раскритиковала системные недостатки в работе университета с преподавательским составом и рекомендовала разработать процедуру, которая исключит в будущем такие упущения в подготовке и защите диссертаций. Эта работа обошлась университету в сумму 200 тысяч новозеландских долларов.
Несколько СМИ, в том числе британская газета The Guardian, написали, что Кентерберийский университет — единственный западный университет, который одобрил диссертацию, поддерживающую аргументы ревизионистов Холокоста. Журналистка Дайана Вихтель, чей отец Бен Вихтель пережил Холокост, писала, что согласие с Хейвордом означает, что «все — от выживших до сотрудников СС и нацистских военных преступников в Нюрнберге — лгали в унисон». Были и публикации в поддержку Хейворда. Так, в статье Sunday Star Times призывы к отмене степени сравнивались с «предписаниями, навязанными университетам Германии в эпоху нацизма». Некоторые из поддерживающих Хейворда писали, что он подвергся клевете и преследованиям со стороны «сионистов». Основная дискуссия развернулась вокруг вопроса, подпадают ли утверждения Хейворда под свободу слова.
Скандал продолжался несколько лет. В июне 2002 года Джоэль Хейворд уволился из Университета Мэсси. В июле 2003 года в защиту Хейворда выступил преподаватель средневековой истории в Университете Кентербери Томас Фадж (англ. Thomas Fudge). Претензии к диссертации он назвал «охотой на ведьм», а Эванса обвинил в искажении тезисов Хейворда. После публикации его статьи The Fate of Joel Hayward in New Zealand Hands: From Holocaust Historian to Holocaust? в университетском издании History Now редактор журнала Иэн Кэмпбелл (англ. Ian Campbell) был вынужден подать в отставку, а номер был отозван, поскольку редакционный совет и руководство исторического факультета сочли публикацию оскорбительной. В знак протеста в отставку подал также Томас Фадж. Статья Фаджа в дальнейшем была опубликована на сайте французских отрицателей AAARGH и в новозеландском издательстве Renaissance Press совместно с двумя статьями Керри Болтона по той же теме. В поддержку Хейворда была организована петиция, подписанная несколькими десятками учёных и общественных деятелей, включая депутата парламента Родни Хайда.
Эванс ответил на критику Фаджа, что его отношение к Хейворду было справедливым и беспристрастным. По мнению Эванса, проблема с диссертацией касается не свободы слова, а низких академических стандартов. С ним были согласны Бинг, Зварц и ряд других комментаторов, которые отмечали, что за разговорами о свободе слова часто терялся тот факт, что признание такой диссертации приемлемой наносит заметный ущерб научным принципам исследований.

## Последующие события
Хейворд впоследствии признал, что в начале 1990-х был слишком самонадеян и недостаточно квалифицирован для такой сложной темы, что привело его к ряду неверных выводов. Он принёс извинения еврейской общине Новой Зеландии и дезавуировал свои утверждения, сделанные в диссертации. Он также попросил университет изъять диссертацию из своей библиотеки. Университет не разрешил изъять диссертацию, но позволил ему написать дополнение. В 2003 году Хейворд заявил, что не поддерживает отрицание Холокоста и не является ревизионистом. По его словам, он сожалеет о трёх вещах: «ошибках в диссертации, гневе некоторых людей из-за этих ошибок и неправильном использовании диссертации некоторыми расистами и политически мотивированными чудаками».
Вице-канцлер Кентерберийского университета Дэрил Ле Грю (англ. Daryl Le Grew) также извинился перед еврейской общиной. На пресс-конференции для журналистов после публикации отчёта рабочей группы он заявил, что Кентерберийский университет «не поддерживает ревизионизм Холокоста» и антисемитизм. Ле Грю также отметил, что диссертацию Хейворда не следовало принимать без более тщательной проверки.
Несмотря на извинения и признание ошибок, Хейворд заработал отрицательную репутацию в академическом сообществе и не смог найти работу в Новой Зеландии. В 2004 году он переехал в Великобританию, в 2005 году принял ислам. В начале 2010 года Хейворд переехал в Объединённые Арабские Эмираты. C 2012 года он работал в Институте международной и гражданской безопасности Университета Халифа в Абу-Даби. До сентября 2024 года он работал исполнительным директором Кембриджского мусульманского колледжа. Специализируется на исламских исследованиях и военной истории. В 2024 году он был включён в список 500 наиболее влиятельных мусульман в мире.